# Литтлтон, Уильям, 1-й барон Литтлтон
Уильям Литтлтон, 1-й барон Литтлтон (англ. William Lyttelton, 1st Baron Lyttelton; 24 декабря 1724 — 14 сентября 1808) — британский администратор, колониальный губернатор Провинции Южная Каролина (1760—1764) и Колонии Ямайка (1762—1766). Будучи младшим сыном в семье, он не мог рассчитывать на большое наследство, поэтому посвятил себя государственной службе. С 1748 по 1755 год он был членом парламента от избирательного округа Беудли. Он был губернатором Южной Каролины в годы войны с Францией, и сумел наладить хорошие отношения с индейцами-чероки. В 1760 году он стал губернатором Ямайки, но был отозван после конфликта с Ассамблеей колонии. В 1777—1782 он был лордом-комиссаром казначейства при правительстве лорда Норта.